# Forn de Ca l'Aulet
El Forn de Ca l'Aulet és una obra d'Anglès (Selva) protegida com a Bé Cultural d'Interès Local.

## Descripció
Edifici aïllat de planta circular i cobert amb una volta cupular parcialment derruïda i caiguda.
La construcció aprofita el desnivell del terreny i té dues entrades, una per baix, gran i amb un arc rebaixat de doble arcada de pedra, i una per dalt, petita i rectangular.
L'estructura de base és quadrangular, on hi ha la zona de l'alimentació (combustible) del forn, però a sobre hi ha una estructura circular.
Malgrat ser una ruïna i haver-hi crescut una alzina a dins que deu tenir més de trenta anys, es conserva relativament bé, per la qual cosa seria possible una consolidació i una restauració.

## Història
Es tracta d'un antic forn de calç que funcionà, a base de pedres calcàries de la zona pròxima, des del segle xviii.